# Воллі Барнс
Воллі Барнс (англ. Walley Barnes; 16 січня 1920, Брекон — 4 вересня 1975) — валлійський футболіст, що грав на позиції захисника. Також тренер.
Виступав, зокрема, за лондонський «Арсенал» і національну збірну Уельсу.

## Клубна кар'єра
У дорослому футболі дебютував 1942 року виступами за команду клубу «Саутгемптон», в якій провів один сезон. 
1943 року перейшов до лондонського «Арсенала», за який відіграв 13 сезонів.  Більшість часу, проведеного у складі лондонського «Арсенала», був основним гравцем захисту команди. Завершив професійну кар'єру футболіста виступами за команду «Арсенала» у 1956 році.

## Виступи за збірну
1947 року дебютував в офіційних матчах у складі національної збірної Уельсу. Протягом кар'єри у національній команді, яка тривала 8 років, провів у формі головної команди країни 22 матчі, забивши один гол.

## Кар'єра тренера
Розпочав тренерську кар'єру, ще продовжуючи грати на полі, у травні 1954 року, очоливши тренерський штаб збірної Уельсу. Став першим одноосібним головним тренером цієї національної команди, підготовкою якої до того опікувався колегіальний орган. Працював із валлійською збірною до жовтня 1956 року, після чого присвятив себе роботі коментатора на BBC.
Помер 4 вересня 1975 року на 56-му році життя.

## Титули і досягнення
- Чемпіон Англії (2):

«Арсенал»: 1947-48, 1952-53
- Володар Кубка Англії (1):

«Арсенал»: 1949-50
- Володар Суперкубка Англії (2):

«Арсенал»: 1948, 1953